# Валетти, Роза
Роза Валетти (нем. Rosa Valetti, настоящее имя Роза Валлентин (Rosa Vallentin); 25 января 1876, Берлин — 10 декабря 1937, Вена) — немецкая актриса, артистка кабаре и певица.

## Биография
Дочь лесопромышленника и фабриканта Феликса Валлентина, сестра актёра Германа Валлентина, Роза получила первый опыт работы на сцене в Берлине. Вдохновлённая Ноябрьской революцией и знакомством с Куртом Тухольским Валетти обратила своё внимание на кабаре. В 1920 году она основала в Берлине кафе «Грёсенван» («Мания величия»), ставшее в 1920-е годы одним из наиболее известных берлинских кабаре и местом встреч амбициозных литераторов и политиков. В 1928 году Роза Валетти участвовала в премьере «Трёхгрошёвой оперы» в роли Селии Пичум.
В 1911 году Роза Валетти начала сниматься в кино, преимущественно в ролях матерей. В ленте «Принцесса и скрипач» 46-летняя Роза Валетти выступила в роли бабушки. В знаменитом «Голубом ангеле» Розе Валетти досталась роль Густы, супруги директора и фокусника Киперта (в исполнении Курта Геррона).
В 1933 году Роза Валетти уехала в эмиграцию, выступала в Вене и Праге, в 1936 году — в Палестине. Была замужем за актёром Людвигом Ротом, у них родилась дочь, впоследствии актриса Лизель Валетти. Имя Розы Валетти носит одна из улиц в берлинском районе Мальсдорф.

## Фильмография
| - 1911: Frau Potiphar - 1914: Wollen sie meine Tochter heiraten? - 1915: Das Laster - 1918: Othello oder: Das Verhängnis eines Fürstenhauses - 1918: Wanderratten - 1918: Die lachende Maske - 1920: Die Tänzerin Barberina - 1920: Курфюрстендамм — Kurfürstendamm - 1920: Christian Wahnschaffe - 1920: Die Schuld der Lavinia Morland - 1921: Das Haus zum Mond - 1921: Die rote Katze - 1922: Die Schneiderkomtess - 1924: Steuerlos - 1924: Zwischen Morgen und Morgen - 1925: Die Prinzessin und der Geiger - 1925: Die Moral der Gasse - 1925: Тартюф — Tartüff - 1926: Schatz, mach' Kasse - 1926: Die Waise von Lowood | - 1927: Dr. Bessels Verwandlung - 1927: Wie heirate ich meinen Chef? - 1928: Шпионы — Spione - 1929: Пылающее сердце / Das brennende Herz - 1929: Асфальт / Asphalt - 1930: Голубой ангел / Der blaue Engel - 1931: Die Abenteuerin von Tunis / Treffpunkt Afrika - 1931: М — M - 1931: Das Ekel - 1931: Ehe mit beschränkter Haftung - 1931: Täter gesucht - 1931: Wiener Wald - 1931: Das Geheimnis der roten Katze - 1932: Die unsichtbare Front - 1932: Die Tänzerin von Sanssouci - 1932: Skandal in der Parkstraße - 1933: Moral und Liebe - 1934: Liliom - 1958: Das gab’s nur einmal |